# The Boston Globe
The Boston Globe är den största nyhetstidningen i Boston, Massachusetts och hela New England-regionen. Tidningen hade i oktober 2005 en daglig upplaga på 474 845 exemplar.